# Теория на относителността
Теория на относителността е физическа теория на пространство-времето, описваща универсалните пространствено-временни свойства на физическите процеси.
Терминът теория на относителността е въведен от Макс Планк през 1906 г. с цел да подчертае ролята на принципа на относителността в специалната теория на относителността (и по-късно на общата теория на относителността). Понякога се използва като еквивалент на понятието „релативистка физика“.
В по-тесен смисъл това е събирателен термин, който се отнася за специалната и общата теория на относителността на Алберт Айнщайн. Специалната теория на относителността се отнася до процесите, при които може да се пренебрегне гравитацията, а общата теория на относителността е теория на гравитацията, която обобщава Нютоновата.
В историята на физиката терминът теория на относителността се използва понякога за разграничаване на възгледите на Айнщайн, Минковски и техните последователи, отхвърлящи концепцията за етера като преносна среда на светлината, от възгледите на някои техни предшественици като Хендрик Лоренц и Анри Поанкаре.

## Еволюция на термина
През 1905 Айнщайн публикува своята статия за специалната теория на относителността. Обобщаващият
термин теория на относителността се основава на израза „релативна теория“ (на немски: Relativtheorie) използван от Макс Планк през 1906, който подчертава ролята на принципа на относителността
Към 1920 г. научната общност вече е разбрала и възприела специалната теория, докато общата теория на относителността се утвърждава едва към 1960 г.

## Област на приложение
Теорията на относителността се прилага във физиката и астрономията от XX век насам. Това е първата нова теория, заменила 200-годишната класическа механика на Нютон. Тя коренно променя възприятията на хората за света. Класическата механика на Нютон се оказва вярна само в земни условия и такива, близки до тях: при скорости на движение, много по-малки от скоростта на светлината и размери, значително превишаващи размерите на атомите и молекулите и при разстояния или условия, при които скоростта на разпространение на гравитацията може да се приеме за безкрайна.
Нютоновите понятия за движение са кардинално коригирани чрез по-дълбоко прилагане на принципа на относителността на движението. Времето вече не е абсолютно (а според ОТО – и равномерно). Нещо повече, Айнщайн изменя фундаменталните възгледи за време и пространство, като въвежда понятието пространство-време, в което времето е равноправна координата, която може да участва наравно с обичайните пространствени координати в преобразуванията на координатите при смяна на отправната система.
Теорията на относителността значително разширява разбирането на физиката като цяло и съществено задълбочава знанията в областта на физиката на елементарните частици, като дава мощен импулс и нови теоретични инструменти за развитие на физиката. С нейна помощ космологията и астрофизиката съумяват да предскажат такива необичайни явления като неутронните звезди, черните дупки и гравитационните вълни.
Настоящият стандартен модел на физиката се основава на обединяване на специалната теория на относителността и на релативистката квантова теория. А квантовата теория и общата теория на относителността се вземат предвид и по-нататък в квантовата гравитация.

## Специална теория на относителността (СТО)
При прилагането законите на Нютон при скорости, близки до тези на светлината, възникват много противоречия, на които през 1905 г. Айнщайн успява да намери решение. СТО се основава на принципа на относителността: Всяка координатна система, която не се ускорява (т.е. не променя големината и посоката на скоростта си) може да се приеме за неподвижна. При това всички физични закони важат по един и същи начин във всяка такава координатна система.

## Обща теория на относителността (ОТО)
ОТО е теория на гравитацията, развита от Айнщайн между 1907 и 1915 г. В основата ѝ е принципът на еквивалентността, според който състоянието на тяло в покой, намиращо се в определено гравитационно поле се описва по еднакъв начин като ускорително движение на същото тяло, без наличие на гравитационно поле. През 1915 г. Айнщайн предлага идеята за изкривено пространство-време.
Някои от основните изводи на ОТО са:
- Времето тече по-бавно в присъствието на по-силни гравитационни потенциали.
- Прецесията на орбитите на движение на планетите не се описва точно от Нютоновата теория на гравитацията (това явление е наблюдавано при изучаване на оа траектория в присъствие на гравитационно поле.
- Вселената се разширява, като отдалечените от нас нейни части се движат спрямо нас със скорост по-голяма от скоростта на светлината. Това не противоречи на СТО, тъй като става дума за разширение на самото пространство.